# Timarcha chloropus
Timarcha chloropus — вид жуков из подсемейства хризомелин семейства листоедов.

## Распространение
Населяет территорию Пиренейского полуострова.

## Подвиды
- Timarcha chloropus chloropus (Germar, 1824)
- Timarcha chloropus semilaevis Fairmaire, 1873